# Euura atra
Euura atra är en stekelart som först beskrevs av Louis Jurine 1807.
Euura atra ingår i släktet Euura och familjen bladsteklar. Arten är reproducerande i Sverige.